# Rino Corso Fougier
Rino Corso Fougier (14. listopadu 1894 Bastia – 24. dubna 1963 Řím) byl italský armádní a letecký důstojník a vysoký státní funkcionář. Dosáhl hodnosti generale di squadra aerea a postavení náčelníka generálního štábu Regia Aeronautica a podtajemníka v ministerstvu letectví Italského království.

## Životopis

### Vojenská kariéra
V roce 1912 vstoupil do Regio Esercito (italské královské armády) kde byl zařazen do kursu pro záložní důstojníky. Po povýšení do nejnižší důstojnické hodnosti sottotenente (poručík) byl jmenován velitelem cyklistické pěší čety bersaglierů (ostrostřelců). Se 7. bersaglierským plukem se zapojil do bojů první světové války. 23. června 1915 byl během průzkumné mise zraněn minou, ale přesto pokračoval v jejím plnění. Za tento čin mu byla udělena Stříbrná medaile za vojenskou chrabrost.
Po rozhodnutí získat pilotní diplom podstoupil výcvik v leteckém výcvikovém praporu ve Venaria Reale v Piemontu. Pilotní oprávnění získal roku 1916 a roku 1917 byl jmenován vojenským pilotem. Byl přidělen ke 113a Squadriglia (letce) v jejímž rámci se zúčastnil několika bojových střetnutí. 20. května 1917 se nad Banjšickou náhorní plošinou střetnul se třemi rakousko-uherskými letouny, v boji byl raněn, a obdržel druhou Stříbrnou medaili za chrabrost. Byl přeložen k 181. letce a 23. srpna byl povýšen do hodnosti capitano (kapitána) bersaglierů. Poté se stal příslušníkem 83. letky a později obdržel třetí Stříbrnou medaili. Mezi koncem války a rokem 1921 sloužil jako velitel letky v rámci 3° Raggruppamento dell'Aeronautica (3. leteckého seskupení). Roku 1923 velel 83. letce „Serenissima“.
16. října 1923 se stal definitivně příslušníkem Regia Aeronautica, kde získává roku 1925 hodnost maggiore (major) a roku 1927 tenente colonnello (podplukovník). Mezi lety 1928 a 1933 byl velitelem 1° Stormo (křídla) a za své velení jednotce získal pochvalu náčelníka štábu letectva Itala Balba. V roce 1930 založil v Campoformido první italskou školu letecké akrobacie ze které později vznikla skupina Frecce Tricolori. V roce 1931 byl povýšen do hodnosti colonello (plukovník) a v letech 1933-1934 velel 3a Brigata Aerea (3. letecké brigádě). V letech 1935-1937 velel letectvu v Libyi, přičemž v roce 1936 byl povýšen do hodnosti generale di divisione aerea (divizní generál letectva). Během války v Etiopii velel italskému letectvu ve Východní Africe. Zúčastnil se také války ve Španělsku. Mezi lety 1937 a 1938 byl inspektorem leteckých škol. 14. dubna 1939 byl povýšen do hodnosti generale di squadra aerea (sborový generál letectva) a stal se velitelem nejprve 3a Squadra Aerea a poté 1a Squadra Aerea (1. a 3. letecké oblasti).
Mezi lety 1940 a 1941 se podílel na bitvě o Británii jako velitel Corpo Aereo Italiano, expedičního sboru italského letectva, dislokovaného v okupované Belgii. Po Mussoliniho rozhodnutí odvolat generála Francesca Pricola pak mezi 15. listopadem 1941 a 27. červencem 1943 zastával funkce státního podtajemníka letectví a náčelníka generálního štábu letectva. V této funkci byl 28. října 1942 povýšen do hodnosti generale di armata aerea (armádní generál letectva). Po pádu fašistického režimu v Itálii byl odvolán ze svých funkcí a stáhnul se do soukromého života. Zemřel 24. dubna 1963.

### Fotbalová kariéra
Během ligové sezóny 1919-1920 hrál jako obránce fotbal za družstvo Padovy. Poprvé nastoupil 14. prosince 1919 v zápasu Padova-Vicenza (1-0).

## Vyznamenání

### Italské řády a vyznamenání
- komandér Řádu svatých Mořice a Lazara
- komandér Řádu italské koruny
- Stříbrná medaile za vojenskou chrabrost
- Bronzová medaile za vojenskou chrabrost (2)
- Válečný záslužný kříž
- Pamětní medaile italsko-rakouské války 1915-1918 (čtyři roky kampaně)
- Pamětní medaile sjednocení Itálie
- Mezispojenecká pamětní medaile vítězství (italská)

### Vyznamenání jiných zemí
- Německý kříž ve zlatě (udělen 18. ledna 1943)[2]